# Greta Garlichs

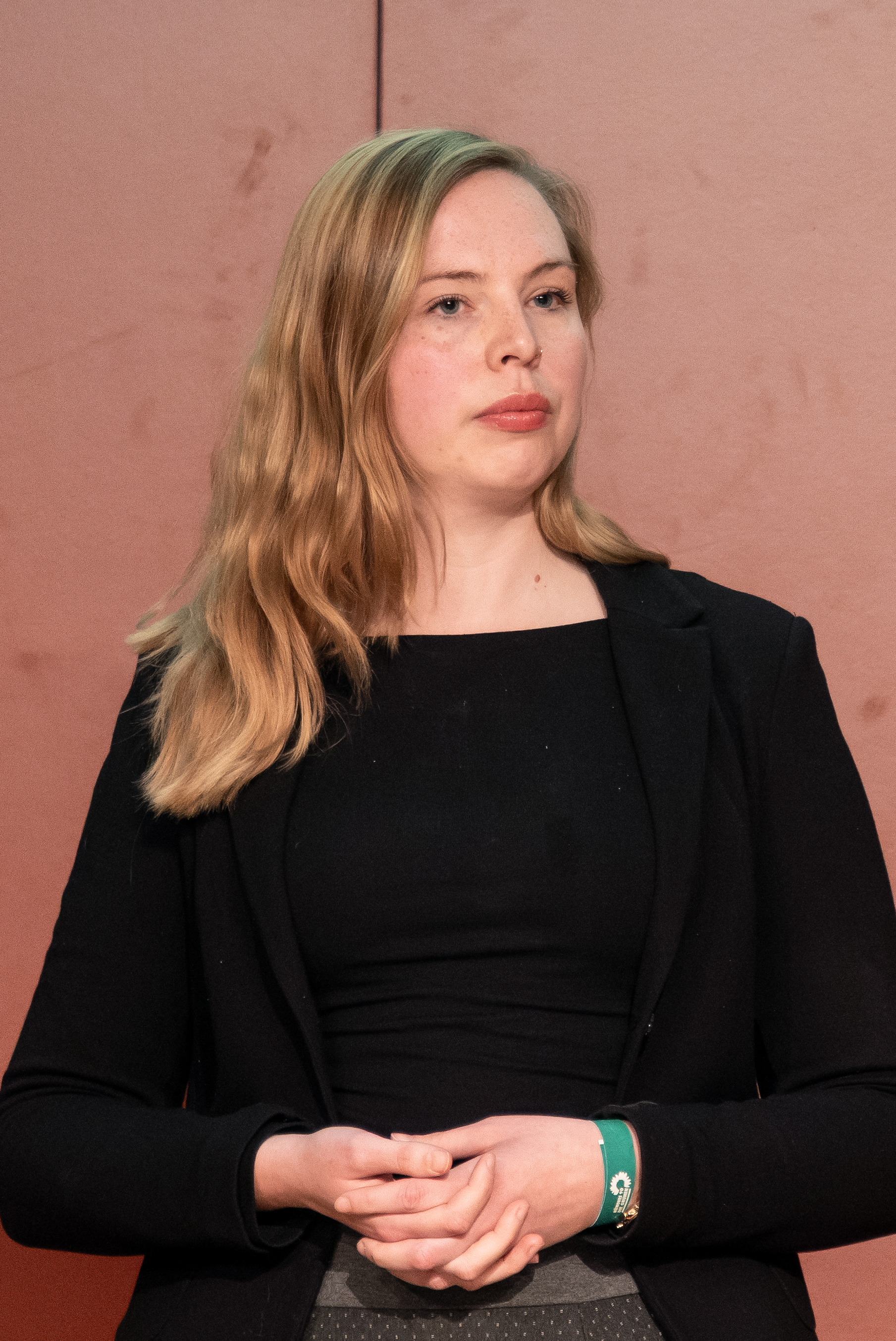
Greta Garlichs, Mai 2025

Greta Garlichs (* 31. Juli 1996 in Hannover) ist eine deutsche Politikerin (Bündnis 90/Die Grünen). Seit 2023 ist sie zusammen mit Maximilian Strautmann Vorsitzende des niedersächsischen Landesverbandes ihrer Partei. Garlichs gehört in Hannover dem Rat der Landeshauptstadt Hannover sowie dem Stadtbezirksrat Linden-Limmer an und war von 2020 bis 2022 Vorsitzende des Stadtverbandes Hannover von Bündnis 90/Die Grünen.

## Leben
Nach dem Abitur an der IGS Roderbruch studierte Greta Garlichs Politikwissenschaft an der Leibniz Universität Hannover. Neben dem Studium arbeitete sie unter anderem bei einer Technikversicherung und später als Referentin der Bundestagsabgeordneten Christina-Johanne Schröder (Bündnis 90/Die Grünen). Bis 2023 war sie dann als Berliner Büroleiterin der Abgeordneten tätig. Garlichs spielt das Musikinstrument Mandoline und ist Mitbegründerin des Bundesjugendzupforchesters.

## Politik
Seit 2019 ist Garlichs Mitglied der Partei Bündnis 90/Die Grünen. Von 2019 bis 2020 war sie Sprecherin der Grünen in Linden-Limmer und setzte sich dort unter anderem gegen die Überhitzung von Städten und für den Kohleausstieg der Landeshauptstadt ein. 2020 wurde sie gemeinsam mit Ludwig Hecke zur Vorsitzenden des Stadtverbandes Bündnis 90/Die Grünen Hannover gewählt. In ihrer Amtszeit lag die Kommunalwahl 2021, bei der die Grünen in Hannover erstmals als stärkste Kraft abschnitten und eine Koalition mit der SPD Hannover eingingen, die 2023 von der SPD aufgekündigt wurde. Für ihre Partei leitete sie außerdem die Bundes- und Landesarbeitsgemeinschaft Queer.
Im Februar 2023 gab Garlichs ihre Kandidatur für den Landesvorsitz von Bündnis 90/Die Grünen Niedersachsen bekannt und wurde im März 2023 auf der Landesdelegiertenkonferenz in Celle gewählt. Sie setzt sich unter anderem gegen den Ausbau von Autobahnen und für den Ausbau des Schienenverkehrs ein. Im März 2025 wurde sie auf der Landesdelegiertenkonferenz in Celle im Amt bestätigt. Garlichs ist Mitglied im Stiftungsrat der Stiftung Leben und Umwelt sowie erste vielfaltspolitische Sprecherin ihrer Partei. Sie sitzt außerdem im Aufsichtsrat der enercity AG und ist Vorsitzende des Kuratoriums proKlima.